# 東京臨海リサイクルパワー

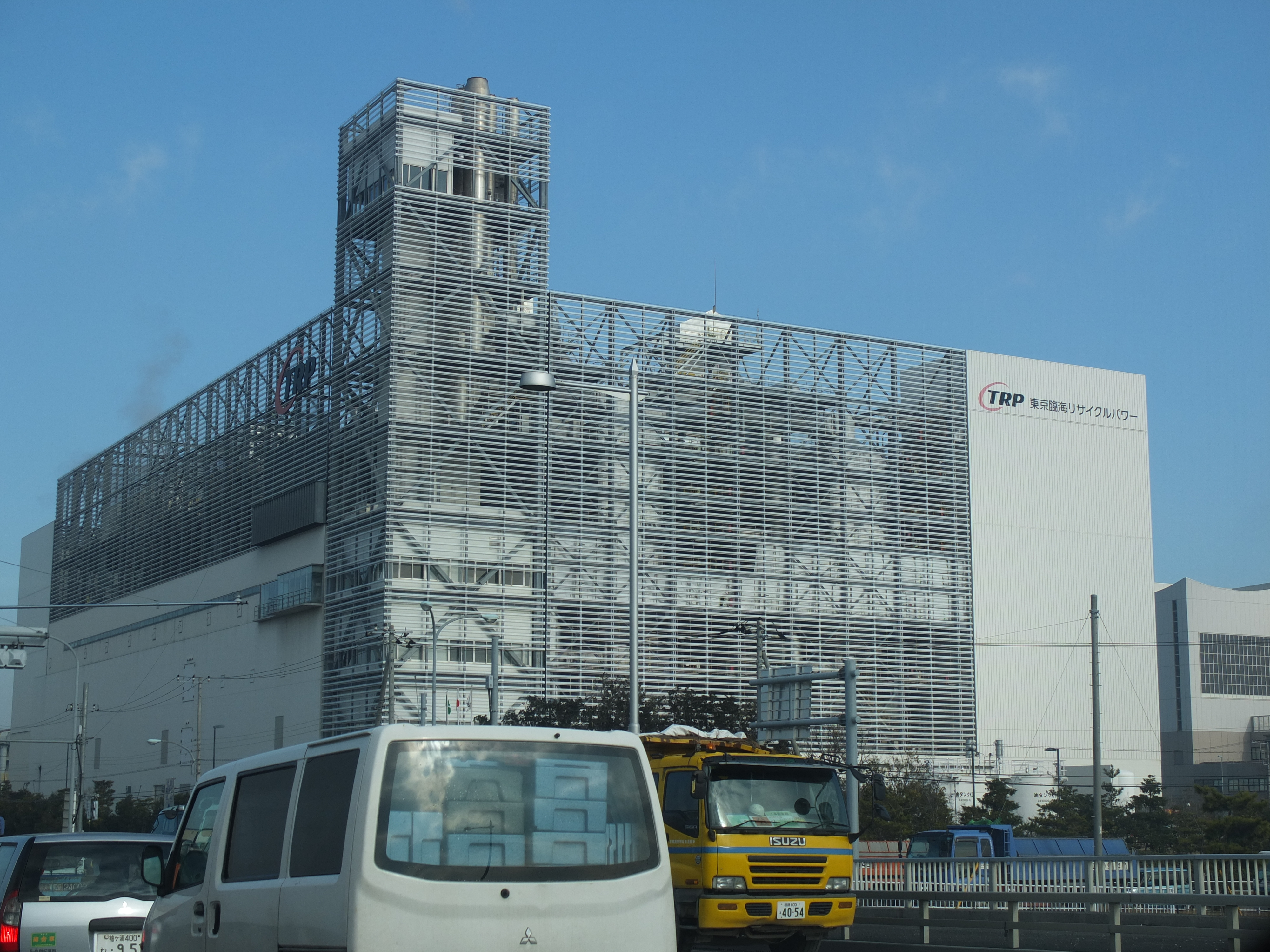
社屋外観（2012年2月）

東京臨海リサイクルパワー株式会社（とうきょうりんかいリサイクルパワー、英: Tokyo Waterfront Recycle Power.
）は、東京都江東区に本社を置く廃棄物処理業。東京都が推進するスーパーエコタウン事業を受け、東京電力（当時）、清水建設などの出資により設立された。2019年（平成31年）4月、JFE環境株式会社と合併し、J&T環境株式会社（出資比率: JFEエンジニアリング 64%、JERA 36%）の一部となった。

## 概要

### 設立の経緯
2002年1月、東京都は廃棄物の都内での処理の拡大、産業廃棄物の不法投棄や医療廃棄物の不適切処理の抑制などを目的とした、「東京都廃棄物処理計画」を策定。同年4月より開始した公募に対し、東京電力グループとして事業提案を行い、7月に事業者として選定された。同年12月、東京電力、清水建設など5社の出資により東京臨海リサイクルパワー株式会社設立。2004年に、東京都より購入した中央防波堤内側埋立地の一角にプラントを建設。2006年8月に営業運転を開始した。

### 事業内容
産業廃棄物用ガス化溶融炉・ボイラー、医療廃棄物用焼却炉・ボイラー各2系列を有し、一日当たりの処理能力は、産業廃棄物550トン、感染性医療廃棄物50トン。排熱を利用した発電を行い、東京電力への売電を行う。ほかに、ポリ塩化ビフェニル（PCB）を含む絶縁油の処理も行う。2011年11月からは、都が選定した破砕事業者全4社の選定に基づき、東日本大震災により岩手県宮古市で発生した瓦礫の焼却処分を行う。